# Diversified Communications Tower
Diversified Communications Tower är en vajrad radiomast för TV-sändningar i Floyd Dale, South Carolina, USA vid 34°22'3.0" N och 79°19'48.0" V. Diversified Communications Tower byggdes år 1981 och är 609,6 meter (2 000 fot) hög. Det är en av de högsta byggnaderna i USA.